# دی-آی‌اکس
دی-آی‌اکس یک افزایشگر کارای آزمایشی مبتنی‌بر مت‌آمفتامین است که توسط آلمان نازی در سال ۱۹۴۴ برای کاربردهای نظامی ساخته شد. محققی که این پروژه را بازیابی کرد، ولف کمپر، گفت که «هدف استفاده از دی-آی‌اکس بازتعریف محدودیت‌های استقامت انسان بود.» یک دوز حاوی ۵ میلی‌گرم اکسی کدون (با نام تجاری Eukodal، یک نوع ماده مخدر ضد درد)، ۵ میلی‌گرم کوکائین و ۳ میلی‌گرم متامفتامین (با نام تجاری Pervitin) بود.
پزشکان آلمانی در مورد نتایج بسیار مشتاق بودند و قصد داشتند همه سربازان آلمانی را با این قرص‌ها پوشش دهند، اما جنگ قبل از اینکه دی-آی‌اکس به تولید انبوه برسد پایان یافت، اگرچه در میان تعداد انگشت شماری از خلبانان نگر و بیبر استفاده محدودی از آن مشاهده شد.